# Забіяка (есмінець)
«Забіяка» (рос. «Забияка», з 31 грудня 1922 року «Урицький», з 6 березня 1951 року «Реут», з 27 грудня 1956 року — УТС-22) — військовий корабель, ескадрений міноносець типу «Орфей» російського та радянського флотів за часів Першої та Другої світових війн.
Есмінець «Забіяка» у листопаді 1913 року закладений на Усть-Іжорській верфі Металевого заводу у Санкт-Петербурзі 23 жовтня 1914 року спущений на воду, а 9 листопада 1915 року введений до складу російського Балтійського флоту.

## Історія
«Забіяка» після введення до складу сил флоту включили до 1-го дивізіону мінної дивізії Балтійського флоту. У грудні 1915 року брав участь у постановці мінних загороджень у південно-східній частині Балтійського моря, забезпечував і прикривав мінні постановки. Брав участь у рейдових діях головних сил флоту, ескортував і здійснював протичовнову оборону капітальних кораблів, ніс дозорну і конвойну служби.
6 січня 1917 року під час виходу на чергову мінну постановку підірвався на плавучій міні. Внаслідок підриву були важно пошкоджена кормова частина корпусу, повністю вийшла з ладу гвинто-кермова група, погнуті лінії валів. Але, втримався на плаву і корабель відбуксирували на Металевий завод для проведення відновного ремонту.
З 12 по 19 жовтня 1917 року брав участь в Моонзундському морському бою.
З 1917 року брав участь у Лютневій революції і Жовтневому збройному перевороті в Петрограді. З 7 по 14 листопада 1917 року брав участь в придушенні заколоту Керенського-Краснова. З 10 по 16 квітня 1918 року здійснив перехід з Гельсінгфорса (Гельсінкі) в Кронштадт. З жовтня 1918 року до 10 грудня 1919 року перебував у резерві. 24 квітня 1921 року увійшов до складу Морських сил Балтійського моря. Пройшов капітальні ремонти з 23 липня 1923 по 3 вересня 1924 року, з 26 жовтня 1927 року по 2 вересня 1929 року і з жовтня 1938 року по 15 червня 1941 роки (модернізація).
18 травня 1933 року «Урицький» пройшов Біломорсько-Балтійським каналом з Ленінграда до Мурманська і 5 серпня 1933 року ввійшов до складу Північної військової флотилії.
З 11 травня 1937 року входив до складу Північного флоту. Під час німецько-радянської війни «Урицький» брав участь в обороні Заполяр'я, захищав внутрішні і зовнішні торговельні комунікації, виставляв міни на підходах до Кольської затоки і півострову Рибальський.
28 листопада 1950 року був виведений з бойового складу, роззброєний і 6 березня 1951 року перекласифікований на навчальне електромеханічне судно. 27 грудня 1956 року переобладнаний і перебудований у навчально-тренувальну станцію.
21 вересня 1955 року есмінець загинув під час випробування радянської ядерної торпеди Т-5, що проводилося в бухті Чорна губа на полігоні Нова Земля. Заряд був підірваний на глибині 12 м, енерговиділення склало 3,5 кілотонни. «Реут» стояв ближче всіх на відстані 300 метрів. Після підриву заряду він відразу затонув від гідродинамічного удару стовпа води (султана). Водолази, які досліджували останки корабля, повідомили, що корпус розірваний на три частини.
15 квітня 1956 року виключений зі списків суден ВМФ СРСР.